# Idjeur
Idjeur è un comune dell'Algeria, situato nella provincia di Tizi Ouzou.